# Blackwood (New Jersey)
Blackwood – jednostka osadnicza w Stanach Zjednoczonych, w stanie New Jersey, w hrabstwie Camden.